# Spassk (Pensa)
Spassk (russisch Спасск) ist eine Kleinstadt in der Oblast Pensa (Russland) mit 7442 Einwohnern (Stand 14. Oktober 2010).

## Geografie
Die Stadt liegt am Westrand der Wolgaplatte etwa 160 km nordwestlich der Oblasthauptstadt Pensa am Flüsschen Studenez im Flusssystem der Wolga.
Spassk ist Verwaltungszentrum des gleichnamigen Rajons.
Durch Spassk führt die Fernstraße M5 Moskau–Samara–Tscheljabinsk.

## Geschichte
Der Ort entstand im 17. Jahrhundert als Bogdanowo und wurde später entsprechend seiner Kirche in Spasskoje umbenannt (von russisch Spas für Erlöser). 1779 erhielt der Ort das Stadtrecht unter dem heutigen Namen (auch Spassk-na-Studenze, d. h. Spassk am Studenez zur Unterscheidung von anderen, gleichnamigen Orten).
1925 wurde die Stadt in Bednodemjanowsk umbenannt, zu Ehren des proletarischen Dichters Demjan Bedny (1883–1945, eigentlich Jefim Alexejewitsch Pridworow). Im Jahre 2005 erhielt die Stadt wieder ihren alten Namen.

### Bevölkerungsentwicklung
| Jahr | Einwohner |
| ---- | --------- |
| 1897 | 6439      |
| 1939 | 6707      |
| 1959 | 6192      |
| 1970 | 7512      |
| 1979 | 8043      |
| 1989 | 8299      |
| 2002 | 7628      |
| 2010 | 7442      |

Anmerkung: Volkszählungsdaten

## Kultur und Sehenswürdigkeiten
In Spassk ist die Himmelfahrtskirche (Церковь Вознесения/ zerkow Wosnessenija) von 1859 erhalten, daneben weitere Gebäude aus dem 19. und beginnenden 20. Jahrhundert, wie die des Adelsklubs, der Grundschule, der Kreispolizeiverwaltung und eines Gasthauses. Im nahen Dorf Abaschewo befindet sich ein Museum der dort traditionell hergestellten Spielwaren.

## Wirtschaft
In Spassk gibt es Betriebe der Lebensmittelindustrie sowie für künstlerische Keramik.